# Tennistoernooi van Washington 2024
Het tennistoernooi van Washington van 2024 werd van 29 juli tot en met 4 augustus 2024 gespeeld op de hardcourtbanen van het William H.G. FitzGerald Tennis Center in Rock Creek Park in de Amerikaanse federale hoofdstad Washington D.C. De officiële naam van het toernooi was Mubadala Citi DC Open.
Het toernooi bestond uit twee delen:
- WTA-toernooi van Washington 2024, het toernooi voor de vrouwen
- ATP-toernooi van Washington 2024, het toernooi voor de mannen

| Washington        | juli 2024 | juli 2024 | juli 2024 | juli 2024 | augustus 2024 | augustus 2024 | augustus 2024 | augustus 2024 | augustus 2024 |
| Washington        | maa 29    | din 30    | din 30    | woe 31    | don 1         | vrij 2        | vrij 2        | zat 3         | zon 4         |
| ----------------- | --------- | --------- | --------- | --------- | ------------- | ------------- | ------------- | ------------- | ------------- |
| vrouwenenkelspel  | 1e ronde  | 1e ronde  | 1e ronde  | 2e ronde  | 2e ronde      | kwartfinale   | kwartfinale   | halve finale  | finale        |
| vrouwendubbelspel | 1e ronde  | 1e ronde  | 1e ronde  | 1e ronde  | 2e ronde      | halve finale  | halve finale  | finale        |               |
| mannenenkelspel   | 1e ronde  | 1e ronde  | 2e ronde  | 2e ronde  | 3e ronde      | kwartfinale   | kwartfinale   | halve finale  | finale        |
| mannendubbelspel  | 1e ronde  | 1e ronde  | 1e ronde  | 1e ronde  | 2e ronde      | 2e ronde      | 2e ronde      | halve finale  | finale        |

ATP-toernooi van Washington‎ – WTA-toernooi van Washington‎

2012 · 2013 · 2014 · 2015 · 2016 · 2017 · 2018 · 2019 · 2020 · 2021 · 2022 · 2023 · 2024